# Michael Baumer (Politiker)
Michael Baumer (* 5. Oktober 1974 in Heidelberg, heimatberechtigt in Zürich) ist ein Schweizer Politiker der FDP. Die Liberalen. Er ist seit 2013 Vorstandsmitglied der FDP Kanton Zürich und seit 2018 Stadtrat in Zürich.

## Leben
Baumer wuchs in Gattikon und Bonstetten auf. Nach der Matura studierte er ab 1994 Informatik an der ETH Zürich und lebt seitdem in der Stadt Zürich (Kreis 6). Er schloss 1999 als Diplom-Informatikingenieur ab und arbeitete anschliessend bis 2005 als Studienberater an der Universität. 2006 gründete er das Softwareunternehmen Meworla in Zürich.
In der Schweizer Armee bekleidet er den Grad eines Oberstleutnants und ist nach Stationen in der Infanterie aktuell (2025) in der Territorialdivision 4 eingeteilt. Baumer ist verheiratet und u.a. Mitglied im Rotary Club Zürich und in der Zunft St. Niklaus.

## Politisches Engagement
Baumer trat der FDP nach dem Studium bei. Von 2001 bis 2008 war er Parteipräsident des Zürcher Stadtkreis 6, von 2008 bis 2010 Fraktionschef im Gemeinderat der Stadt Zürich, von 2010 bis 2016 Präsident der FDP Stadt Zürich. Unter seiner Führung gewann die Partei in der Stadt 2014 erstmals seit 20 Jahren wieder Wähleranteile.
Von 2003 bis 2018 war Baumer Gemeinderat im Milizamt und u.a. Mitglied der Stadtentwicklungskommission und der Rechnungsprüfungskommission; seit 2018 ist er vollamtlicher Stadtrat und Vorsteher des Departements der Industriellen Betriebe der Stadt Zürich. Dieses umfasst die Verkehrsbetriebe, das Elektrizitätswerk, die Wasserversorgung sowie das Energie- und E-Mobilitätsunternehmen 360 Grad AG.